# Arrorró
El arrorró (del tamazight insular ⴰⵔⵔⴰⵡⵔⴰⵡ, arrawraw ‘niña o niño recién nacido’) es una canción de cuna canaria. Aunque tiene similitudes con nanas de otros lugares, presenta importantes elementos diferenciadores con respecto a ellas. Es un canto melodioso y lento que se caracteriza por su monotonía y que presenta variaciones dependiendo de cada isla. Incluso, estas variaciones, se pueden encontrar dentro de una misma isla.
La forma de arrorró más escuchada en la actualidad es la versionada por el compositor tinerfeño Teobaldo Power, quien la adaptó a la música clásica, de modo que ha influido de manera determinante en el arrorró popular. Una de las interpretaciones más conocidas del arrorró es la realizada por la vocalista Olga Ramos.
Las letras están compuestas por cuartetas octosílabas y se cantan sin repetir los versos. Otro tipo de arrorró de características herreño, de aspecto más arcaico y con una entonación que podría enlazarlo con cantos norteafricanos.

## Himno de Canarias
Desde 2003, una variación de la melodía musical del arrorró de los Cantos canarios realizada por Teobaldo Power y la letra compuesta por Benito Cabrera constituyen conjuntamente el himno de Canarias, y tiene carácter oficial con la Ley de 2003. La ley comienza con el siguiente parágrafo contenido en las Disposiciones Generales: Sea notorio a todos los ciudadanos que el Parlamento de Canarias ha aprobado y yo, en nombre del Rey y de acuerdo con lo que establece el artículo 12.8 del Estatuto de Autonomía, promulgo y ordeno la publicación de la Ley 20/2003, de 28 de abril, del Himno de Canarias.